# ガンダキ県
座標: 北緯28度10分 東経84度30分 / 北緯28.167度 東経84.500度

ガンダキ県の位置

ガンダキ県（ネパール語: गण्डकी Listen）とは、ネパール西部開発区域に属する県である。県都は国内第二の都市でもあるポカラで、6郡からなる。

## 概要
県名はガンダキ川から命名された。自然の面ではアナプルマ保護区域、マナサル保護区域が存在する。
また、同国第一の詩人である、バヌバクタ・アーチャーリャの出身地でもある。

## 郡

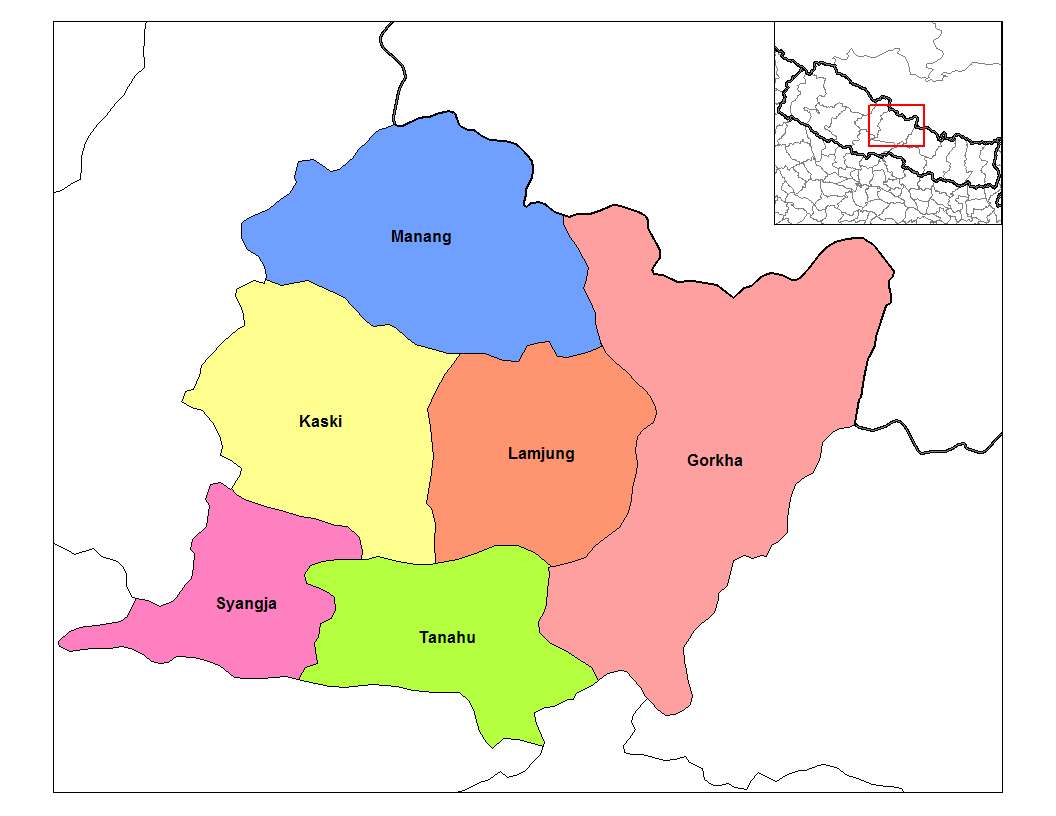
県内の6郡
■マナン郡、■カスキ郡、■ラムジュン郡、■ゴルカ郡、■シャンジャー郡、■タナフン郡

| 郡             | 郡庁所在地   |
| -------------- | ------------ |
| ゴルカ郡       | ゴルカ       |
| カスキ郡       | ポカラ       |
| ラムジュン郡   | ベシサハル   |
| マナン郡       | チャーメ     |
| シャンジャー郡 | シャンジャー |
| タナフン郡     | ダマウリ     |